# Руденя, Игорь Михайлович
И́горь Миха́йлович Руде́ня (род. 15 февраля 1968, Москва) — российский государственный деятель. Губернатор Тверской области с 23 сентября 2016 (врио 2 марта — 23 сентября 2016). Секретарь Тверского регионального отделения партии «Единая Россия» с 10 июля 2020. Действительный государственный советник Российской Федерации 1 класса (2007).
Статс-секретарь — заместитель министра сельского хозяйства Российской Федерации (2005—2007), директор Департамента агропромышленного комплекса Правительства Российской Федерации (2008—2012). Заслуженный работник сельского хозяйства Российской Федерации (2012). Член Генерального совета партии «Единая Россия».
Из-за поддержки вторжения России на Украину и причастности к депортации украинских детей находится под санкциями всех стран Евросоюза, США и других государств.

## Биография
Родился 15 февраля 1968 года в Москве.

### Образование
1998 год — Московский государственный университет пищевых производств (специальность — экономист-менеджер).
2002 год — Военная академия Генерального штаба Вооруженных сил Российской Федерации (повышение квалификации).

### Служба в Вооружённых силах
С 1986 года по 1988 год проходил службу в Вооружённых Силах СССР.

### Карьера

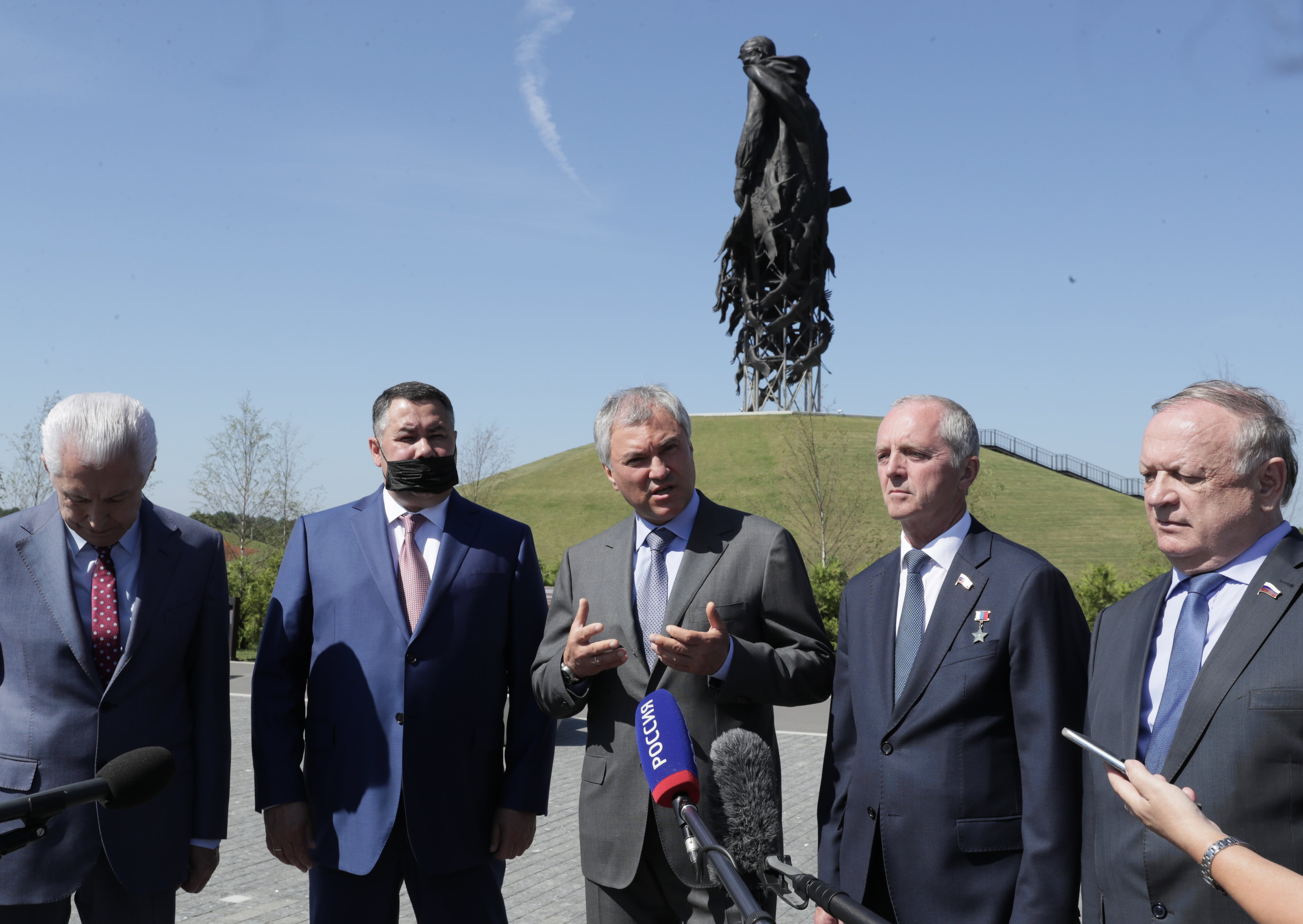
Советник Президента РФ Владимир Васильев, губернатор Тверской области Игорь Руденя, председатель ГД Вячеслав Володин, член Комитета по аграрным вопросам Игорь Станкевич и заместитель Председателя Комитета по обороне Виктор Заварзин у Ржевского мемориала, 2021 год

После демобилизации работал в органах внутренних дел.
С 1989 года по 1991 год служил в Главном управлении МВД по городу Москве.
С 1992 года по 1996 год работал на руководящих должностях в ОАО «Федеральная контрактная корпорация „Росхлебопродукт“».
В сентябре 1995 года вошел в число учредителей и руководителей фонда помощи сотрудникам, ветеранам и семьям погибших сотрудников госбезопасности «Покров».
В 1996 году стал генеральным директором ЗАО «Росзерно».
В 2002 году начал работу в Аппарате Правительства Российской Федерации, возглавив Департамент развития агропромышленного комплекса Аппарата Правительства Российской Федерации.
В 2004 году назначен на должность заместителя директора Департамента отраслевого развития Правительства Российской Федерации.
С 2005 года по 2007 год являлся статс-секретарём — заместителем министра сельского хозяйства России. Совместно с чиновниками Министерства экономического развития и Министерства финансов России принимал участие во внедрении системы учета оборота алкогольной продукции ЕГАИС. Из-за несовершенства законодательных актов, регламентирующих функционирование системы, а также проблем с нормативной документацией, которую должны были подготовить МЭРТ, МВД, Росстат, ФСБ, ФНС, Минздравсоцразвития, ФТС и Минпромэнерго, внедрение системы было негативно принято на российском рынке алкогольной продукции.
15 ноября 2007 распоряжением Правительства Руденя был назначен директором вновь созданного Департамента регионального развития и агропромышленного комплекса, преобразованного из департамента регионального мониторинга правительства.
22 августа 2008 года премьер-министр Владимир Путин назначил Руденю директором Департамента агропромышленного комплекса правительства Российской Федерации.

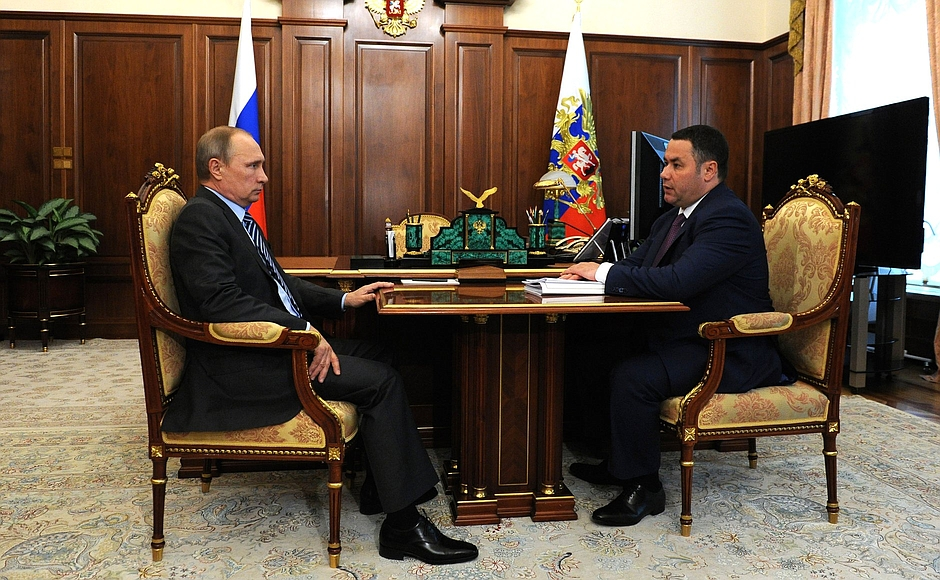
Руденя на встрече с Владимиром Путиным, Кремль, 4 июля 2016 года

В феврале 2009 года, когда стало известно о предстоящей отставке Алексея Гордеева с должности министра сельского хозяйства, Игоря Руденю называли одним из возможных кандидатов на должность, однако в итоге главой минсельхоза была назначена Елена Скрынник.
В октябре 2009 года вошел в список кандидатов на пост губернатора Волгоградской области, предложенных Дмитрию Медведеву.
2012—2016 — генеральный директор ЗАО «Росзерно».

## Губернатор Тверской области

Губернатор Руденя на Тверском вагоностроительном заводе объявляет о возрождении тверского трамвая, исчезнувшего в 2018 году, и выделении госсубсидий на НИОКР машиностроителей в размере 7 млрд рублей. Ноябрь 2019 года

2 марта 2016 года после ухода в отставку губернатора Тверской области Андрея Шевелёва указом президента Российской Федерации Владимира Путина Руденя был назначен исполняющим обязанности главы региона.
23 июня 2016 года Руденя представил в Избирательную комиссию Тверской области документы для выдвижения в качестве кандидата на должность губернатора региона. На выборах 18 сентября 2016 года одержал победу, набрав 72,13 % голосов избирателей.
23 сентября 2016 года в здании Тверского областного академического театра драмы в рамках 73 внеочередного заседания Законодательного Собрания Тверской области состоялась торжественная церемония вступления Рудени в должность губернатора.
С 27 января по 21 декабря 2020 — член президиума Государственного совета Российской Федерации.
Член Генерального совета партии «Единая Россия». Секретарь Тверского регионального отделения партии «Единая Россия». По итогам выборов глав регионов лидирует с результатом больше 50 процентов голосов.

## Классный чин
Действительный государственный советник Российской Федерации 1 класса (2007).

## Награды
- Орден Почёта (14 февраля 2008) — за заслуги в развитии агропромышленного комплекса и многолетний добросовестный труд[20].
- Заслуженный работник сельского хозяйства Российской Федерации (28 июля 2012) — за достигнутые трудовые успехи, многолетнюю добросовестную работу, активную общественную деятельность[21].

## Санкции
16 декабря 2022 года, внесён в санкционный список стран Евросоюза за поддержку войны против Украины, реализации политики, подрывающую территориальную целостность, суверенитет и независимость Украины. Евросоюз отмечает что Игорь Руденя участвует в незаконной перевозке украинских детей в Россию и их усыновление русскими семьи, при этом действия Игоря Руденя нарушают права украинских детей и украинское законодательство.
24 февраля 2023 года Госдепом США Руденя включён в санкционный список лиц причастных к «осуществлению российских операций и агрессии в отношении Украины, а также к незаконному управлению оккупированными украинскими территориями в интересах РФ», в частности за «призыв граждан на войну в Украине».
По аналогичным основаниям включён в санкционные списки Швейцарии, Украины, Австралии и Новой Зеландии.

## Семья
Руденя женат (супруга Ольга), воспитывает пятерых детей: Георгия, Михаила, Даниила, Анну и Марию.
Дед — Михаил Михайлович Руденя (1922—2002), участник ВОВ, на фронте был лейтенантом медицинской службы, фельдшером.

## Личная жизнь и увлечения
Игорь Руденя не имеет аккаунтов ни в одной из социальных сетей. В интервью прессе старается избегать личных вопросов, подробностей семейной и внеслужебной жизни. Известно, что Игорь Руденя — верующий человек, посещает со всей семьёй православные храмы и монастыри, умеет правильно звонить в колокола. По его словам, он был крещён в детстве, но по-настоящему проникся верой, когда служил в армии.